# Un americano a Eton
Un americano a Eton (A Yank at Eton) è un film del 1942 diretto da Norman Taurog.

## Produzione
Rifacimento di Un americano a Oxford.

## Distribuzione
Distribuito nei cinematografi statunitensi nel settembre 1942, uscì nelle sale italiane nel maggio 1950.